# Scritte dei pastori della valle di Fiemme

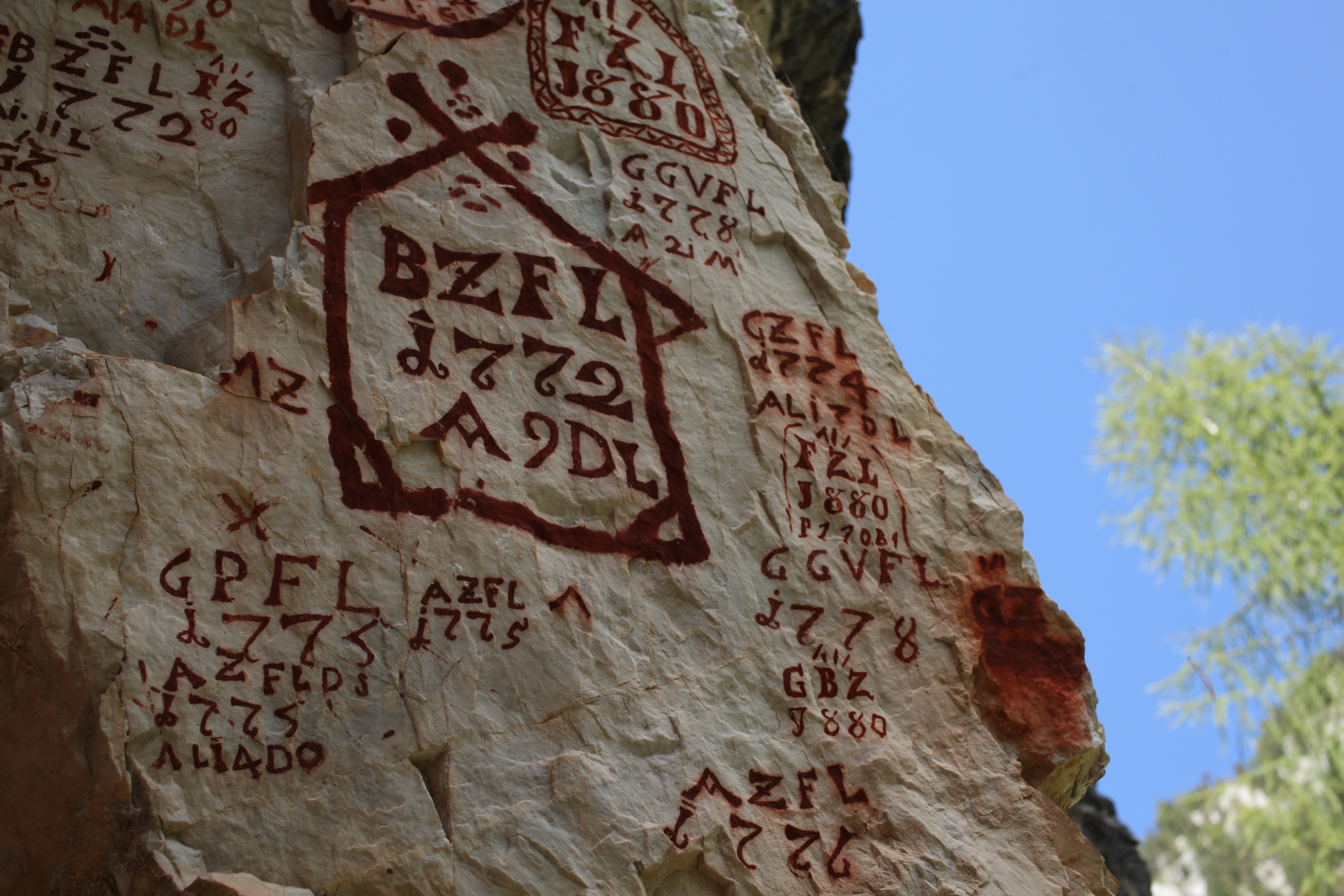
Scritte dei pastori

Le scritte dei pastori della valle di Fiemme sono migliaia di segni lasciati sulle rocce dai pastori nel corso della loro attività in montagna.
Le rocce istoriate forniscono una lista di nomi, di date, di capi di bestiame e svelano il mondo della pastorizia. Tali scritte sono diffuse dalle Alpi agli Appennini, sono sia dipinte sia realizzate in forma di incisione e la loro datazione va dalla preistoria all'età contemporanea. Si trovano in quasi tutti i contesti della pastorizia di montagna, con particolare intensità in: Valle di Fiemme; Monte Baldo; Valcamonica; Val di Susa; Monte Bego (F); Haute-Maurienne (F); Schneidjoch (A); Kiennbach-Enngt (A); Bluntautal (A).

## Le scritte in valle di Fiemme

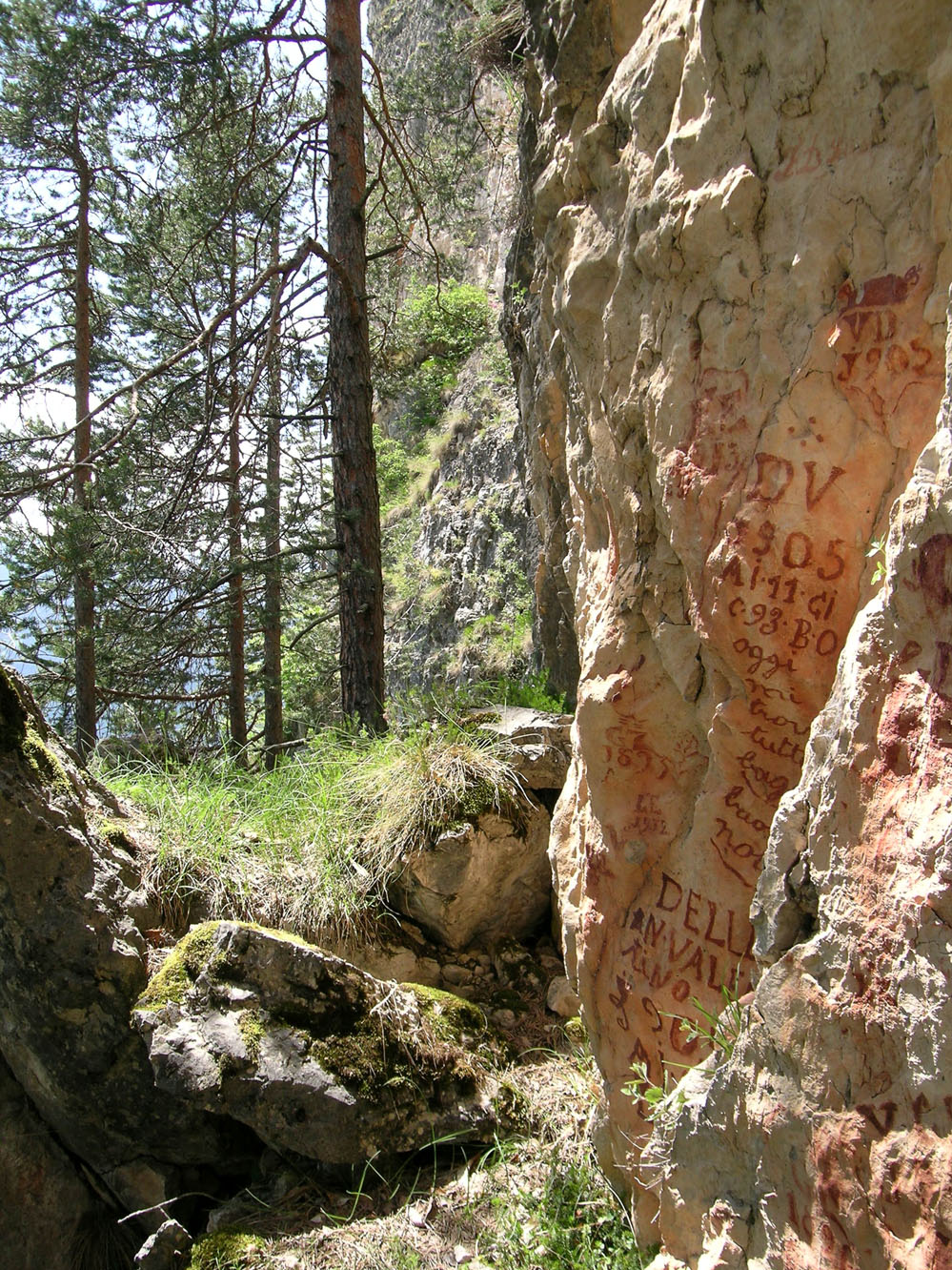
Parete in località Trato

La pratica plurisecolare della pastorizia ha lasciato in valle di Fiemme migliaia di scritte, realizzate dai pastori con un’ocra rossa reperita nelle miniere della zona. Le scritte raffigurano iniziali, sigle, date, nomi, simboli, conteggi del bestiame, figure di uomini, di animali, immagini sacre, ghirigori, messaggi di saluto e brevi annotazioni diaristiche. In totale sono state rilevate 2730 pareti con almeno un'iscrizione e catalogate 47700 scritte. L'attività scrittoria desumibile dalle scritte si colloca dal punto di vista cronologico tra la seconda metà del Quattrocento e la prima metà del secolo scorso, ovvero fino al tramonto della società tradizionale.

## I luoghi delle scritte
Le scritte si trovano sui versanti del monte Cornón, situato al centro della valle di Fiemme, sulla destra orografica del torrente Avisio e a sud del gruppo dolomitico del Latemar. Si tratta di un massiccio montuoso calcareo, alto intorno ai 2.000  m s.l.m., alla cui sommità si trovano vaste praterie che vanno dalla val di Stava a ovest sino alla valle di Gardoné a est, attraversate in senso nord-sud dalla valle del Rio Bianco e dalla Valaverta. Alle pendici del Cornón si trovano gli abitati di Tesero, Panchià, Ziano di Fiemme e Predazzo: quattro comunità che, nell'ambito di un'economia agrosilvopastorale, si sono spartite lo sfruttamento della montagna alle loro spalle: dai prati di quota, riservati alla fienagione, ai ripidi pendii dei versanti non coltivabili a causa della pendenza e destinati al pascolo degli ovini da lana e dei caprini asciutti. Questi ultimi, non dovendo essere munti, potevano essere pascolati sui terreni più impervi. 

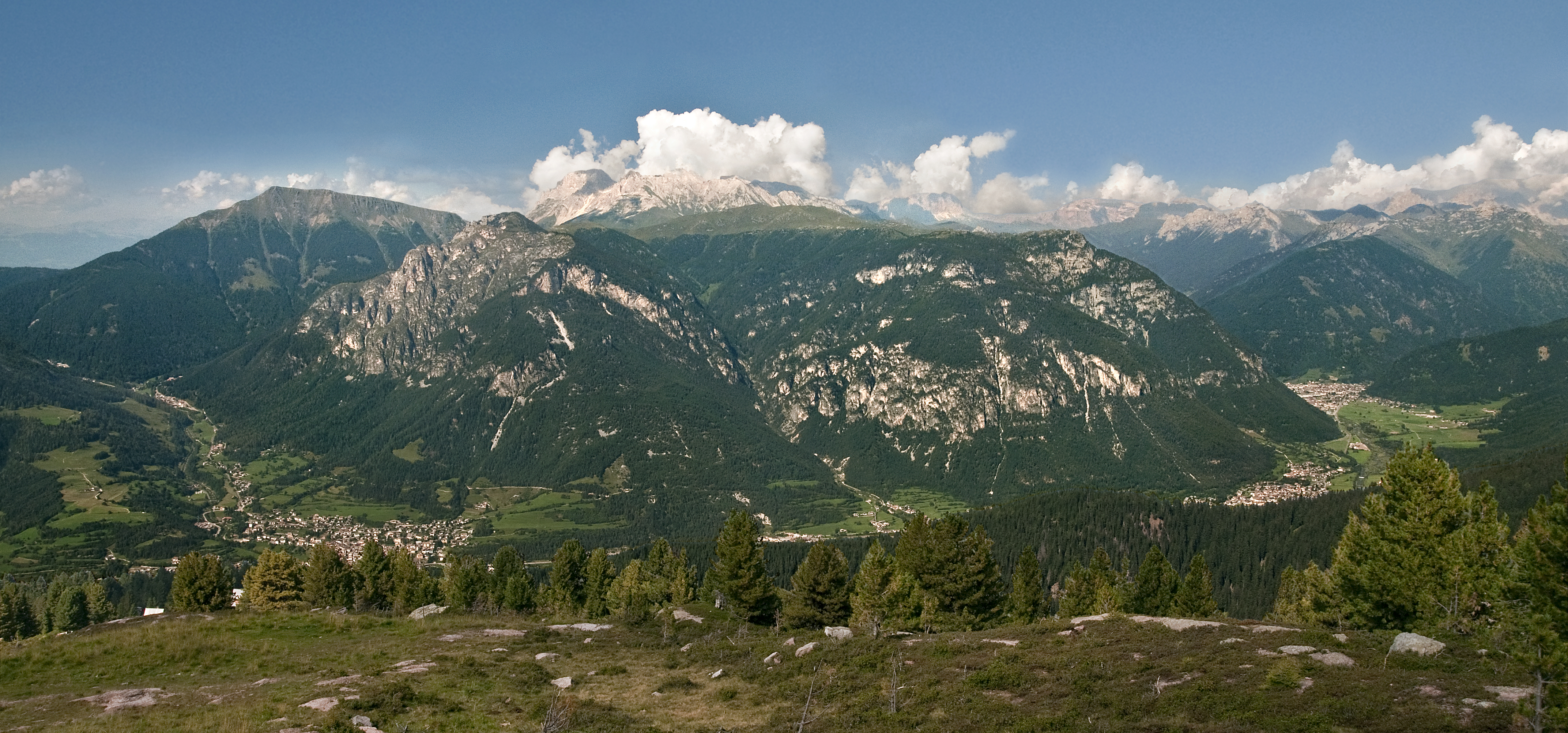
Monte Cornon e i paesi di Tesero Panchià, Ziano di Fiemme e Predazzo

Vista la ristrettezza di risorse e la necessità dello sfruttamento di tutto il territorio a disposizione, la zona era rigidamente controllata e regolamentata dalle istituzioni locali: Magnifica Comunità di Fiemme, comuni della valle e Società di Malghe e Pascoli. Compito dei pastori era allora quello di mantenere il gregge nella fascia altimetrica sovrastante gli abitati, compresa tra gli ultimi terreni destinati alla coltivazione e quelli di quota, riservati alla fienagione. Capre e pecore dovevano attendere che i prati delle sommità fossero stati falciati, pascolando soltanto nelle zone intermedie della montagna, a quote più basse, tra i 1200 e i 2000 m s.l.m. Solo a sfalcio avvenuto, per il restante periodo estivo e fino al primo autunno, capre e pecore potevano disporre di tutta la superficie prativa per il pascolo.

## Cronologia

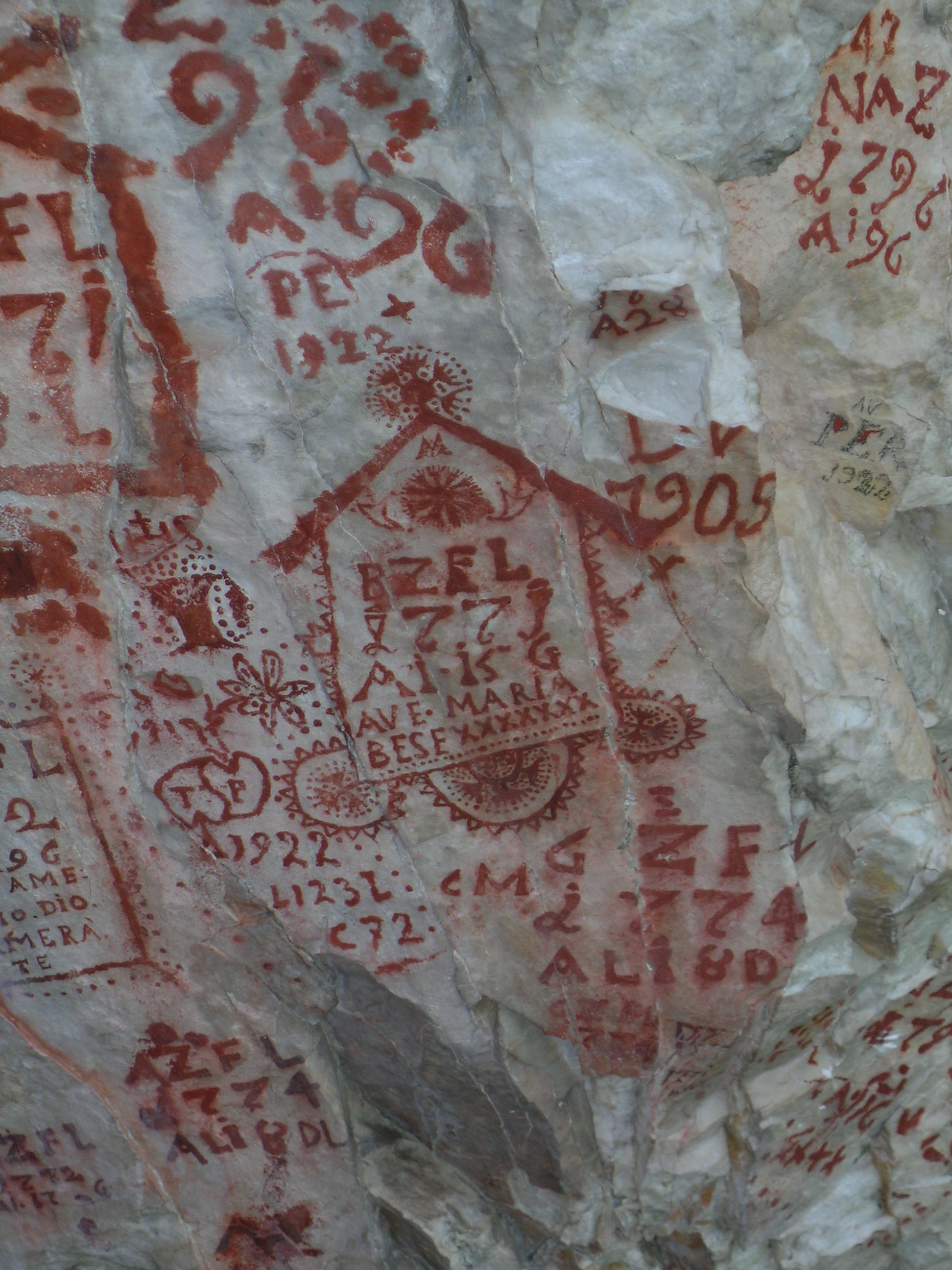
Parete Corosso dai Nomi

Le scritte si compongono di sigle – di solito le iniziali del nome e cognome dell’autore seguite dalle lettere FL (abbreviazione di “Fece L’anno”) – e dal millesimo della data, spesso con il mese e il giorno, e la conta in numeri romani del bestiame (pecore o capre) portato al pascolo. Le scritte possono essere racchiuse da cornici di varia foggia, talvolta accompagnate da simboli religiosi – cristogrammi e croci – o da motivi foreali. Qua e là ricorrono anche figure di animali, sia domestici che selvatici, scene di caccia, ritratti, autoritratti, messaggi di saluto e annotazioni diaristiche. Quasi sempre il pastore disegnava il “segno di casa” (localmente detto 'noda'), un vero e proprio marchio che permetteva di individuare la proprietà di ogni capo di bestiame e di ogni attrezzo di lavoro. 

### Scritte del primo periodo, fino al 1850 ca.
Prevalgono sigle, “segni di casa”, pittogrammi, simboli sacri e conteggi. La superficie di scrittura viene puntualmente delimitata da cornicette, creando una sorta di piccola edicola sormontata da una croce. Lo spazio può anche essere campito da puntini o evidenziato facendo risaltare il negativo della scritta. Si tratta di scritte stereotipe che esprimono la sola volontà di lasciare una traccia del proprio passaggio. Quasi sempre l'autore della scritta è riconoscibile solo attraverso “segni di casa”. 

### Le scritte del secondo periodo, dal 1850 ca.
Le sigle, le abbreviazioni e i “segni di casa” lasciano gradatamente il posto al nome e spesso al soprannome dell’autore scritto per esteso, spesso accompagnato dall'indicazione del comune di provenienza, a dimostrazione di una alfabetizzazione che si fa sempre più capillare. Compaiono anche brevi annotazioni diaristiche, su eventi o incidenti specifici oppure a commento degli stati d’animo meno felici. Nel Novecento, compare talora qualche messaggio che riflette i grandi eventi politici del tempo.

## Gli autori delle scritte

Autoritratto del pastore Silvio Gilmozzi

Pastore Silvio Gilmozzi di Panchià

Sulla base delle informazioni deducibili dalle scritte, i frequentatori del monte Cornon, nel corso del tempo, sono stati pastori e pastore, falciatori, rastrellatrici, cacciatori e da ultimo, in tempi più recenti anche escursionisti e arrampicatori. 
Il pastore era un tempo un uomo di primo piano, di comprovata esperienza, eletto ogni anno dalle società di malga e pascoli. Doveva essere già stato pastoràt, vale a dire giovane pastore aiutante, e godere della fiducia della comunità.
Pascolare le greggi in alta montagna, badare che le bestie non si perdessero, si ferissero o morissero finendo nei dirupi, mungere mattina e sera, accudire durante il parto e svezzare i piccoli era un compito articolato che richiedeva assunzione di responsabilità e non poteva essere assolto da chiunque.
Sono questi i pastori che hanno frequentato il Cornon, scrivendo sulle pareti rocciose non solo il proprio nome e cognome, ma disegnando anche i propri autoritratti, come nel caso di Silvio Gilmozzi di Panchià.
La giornata del pastore era caratterizzata dall'alternarsi di momenti di intenso lavoro e di relativa calma. Quando, durante le ore più calde della giornata, le pecore si assopivano, i pastori avevano a disposizione un po' di tempo che passavano a volte leggendo, a volte intagliando oggetti in legno, a volte lasciando dei disegni o delle scritte sulle rocce. Non è un caso che la maggior parte di queste, spesso le più elaborate, si trovi nei pressi di pascoli privi di dirupi, magari accanto a sedili di pietra approntati alla meglio, indice di una relativa tranquillità.
Gli esiti materiali di almeno trecento anni di pastorizia vanno a configurare una sorta di paesaggio sociale altro rispetto a quello dominante di fondovalle. La realizzazione delle scritte va interpretata come l’affermazione da parte del pastore di un proprio diritto ad esistere, un atto di autoaffermazione quasi trasgressivo, che è quello del segnare in modo indelebile la roccia. Questo atto si ammanta di forme di espressione percepite come prestigiose, che appartengono alla cultura del fondovalle: la scrittura alfabetica, innanzitutto, ma anche i richiami all'iconografa sacra (il cristogramma IHS o il sacro cuore), ai tabernacoli sparsi sul territorio, ai ricami dei tessuti, ai pizzi e ai merletti di casa. Gradatamente, l’uomo pastore non si accontenta più di scrivere le sole iniziali, e mette la sua firma per intero, magari aggiungendo messaggi di saluto a aneddoti relativi alle giornate passate in montagna.
Verso la metà del Novecento si assiste al tramonto del vecchio sistema economico agrosilvopastorale fiemmese, al completo abbandono dei ripari sottoroccia usati dai pastori e del fenomeno delle scritte.

## La ricerca

Scritte dei pastori

Le scritte dei pastori sono state oggetto di una ricerca etnoarcheologica condotta dal Museo degli usi e costumi della gente trentina, iniziata nel 2006 e ancora in corso. Obiettivi la ricognizione e il rilievo delle scritte pastorali e delle strutture armentizie, e la conduzione d’interviste agli ultimi pastori della valle, al fine di analizzare gli esiti materiali dell’attività pastorale negli ultimi 300 anni in valle di Fiemme. Le oltre 40.000 scritte individuate durante i sopralluoghi di ricerca sono state inserite in un database e su una piattaforma GIS e sono attualmente in fase di elaborazione. Sulla base delle informazioni ottenute sono stati individuati due ripari sottoroccia nei quali sono state effettuate delle indagini archeologiche per sondare la cronologia dei depositi. A lato, è stato indagato scientificamente anche la composizione del colore delle scritte.

### Il colore delle scritte

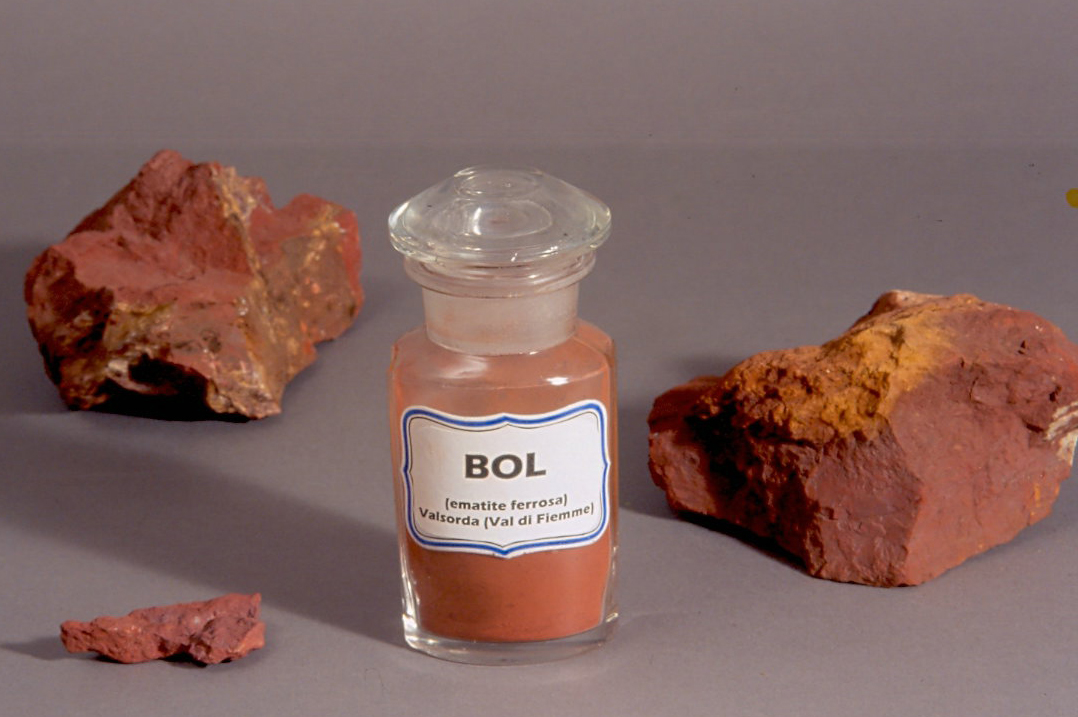
Il bol

I pastori, in stragrande prevalenza, ma anche i cacciatori e gli sfalciatori, i sono prodotti lungo i secoli in un'opera di graffitismo, istoriando i supporti rocciosi di colore biancastro, che separano le grandi praterie d'alta quota dalle fasce pascolive intermedie, con un'ocra rossa che si reperisce facilmente in noduli in varie zone dello stesso Cornón e sul Latemar. Localmente, nel dialetto fiemmese, quest'ocra viene chiamata ból de béssa (bollo per le pecore) perché in origine era un pigmento che serviva a contrassegnare le pecore.
Per fare sì che l'ocra rossa attecchisse e rimanesse indelebile sul supporto roccioso, i pastori mungevano un po' di latte di pecora o di capra su di una pietra piatta dopodiché si sfregava il pezzo di ocra sulla pietra bagnata ottenendo una densa poltiglia. In alternativa al latte era usata anche la saliva o l'urina. Una preparazione molto efficace visto che le scritte sono rimaste ben evidenti per oltre tre secoli. Per l’applicazione del colore sulla parete si usava come pennello un rametto che, per mettere a nudo e rendere soffici le fibre, veniva masticato all'estremità o battuto con un sasso. Spesso le scritte si trovano anche molto in alto (fino a 8-10 metri) rispetto al terreno. Per realizzarle gli autori raggiungevano la sommità della parete con l’aiuto di tronchi d’albero secchi che fungevano da scala, o arrampicandosi in primavera sui cumuli di neve alla base delle rocce.

### Le analisi archeometriche sul colore
Lo studio archeologico ed antropologico del fenomeno delle scritte dei pastori del monte Latemar-Cornón, è stato integrato da un'indagine di carattere archeometrico, con lo scopo di determinare la fonte d'approvvigionamento del pigmento rosso utilizzato dai pastori per la realizzazione delle loro opere e di individuare la presenza di eventuali sostanze leganti impiegate per consentire la dispersione del colore e migliorarne la successiva applicazione sul substrato calcareo.
Per l'analisi della componente inorganica (pigmento rosso) sono state utilizzate diverse tecniche analitiche, in grado di fornire informazioni fra di loro complementari: Microscopia Elettronica a Scansione corredata da Microanalisi di Raggi-X (SEM-EDXS) per la caratterizzazione morfologica e la determinazione degli elementi chimici principali, diffrazione dei raggi X (XRD) e Raman per l'individuazione delle fasi cristalline, Spettrocolorimetro per ottenere le curve di riflettenza e le coordinate colorimetriche, Proton Induced X-ray Emission (PIXE) per l’individuazione degli elementi chimici presenti in tracce.
L'indagine della presenza di componenti organiche nello strato pittorico, associate all'eventuale impiego di sostanze leganti, è stata invece condotta mediante spettroscopia infrarossa in trasformata di Fourier (FT-IR), spettrometria di massa (MS), Spettroscopia UV-visibile, cromatografia su strato sottile (TLC) e risonanza magnetica nucleare (1HNMR).
In relazione allo strato pittorico delle scritte, le indagini sono state condotte su 37 campioni, prelevati lungo le diverse vie d'accesso al pascolo. In tutti i campioni è stata riscontrata la presenza di cristalliti di ematite, come responsabili della colorazione rossa, le cui forme e dimensioni risultano perfettamente compatibili con quelle dei cristalliti presenti nella materia prima analizzata. Tale compatibilità è stata riscontrata anche in relazione agli elementi chimici principali ed a quelli presenti in tracce, a sostegno del fatto che l'ocra rossa impiegata dai pastori proviene dall'areale del gruppo Latemar-Cornón; non è stato tuttavia possibile effettuare l'attribuzione ad una specifica fonte.
In relazione agli studi condotti sulla sostanza legante, in una parte degli strati pittorici analizzati sono state riscontrate tracce di una componente organica. Nella maggior parte dei casi quest'ultima è stata identificata come latte, mentre in due dei campioni i risultati ottenuti supportano un'attribuzione a carotenoidi, sostanze facilmente reperibili in prodotti naturali quali fiori, bacche e ortaggi. Sembra invece di poter escludere, tra i campioni presi in esame, l'impiego di resine, grassi o cere.

### Indagine etnoarcheologica
Tra il 2006 e il 2012 sono state condotte una serie di ricerche di carattere etnoarcheologico in valle di Fiemme.
Per il periodo considerato (1450-1950 circa) è possibile ravvisare un’organizzazione spaziale del territorio molto specifica. 
Il fondovalle, costituito da una serie di paesi organizzati secondo il modello dell’insediamento accentrato e caratterizzato dalla presenza degli edifici del potere istituzionale, religioso ed economico, e dalle abitazioni private con i relativi appezzamenti di terreno e i luoghi di manifattura. 
Le pendici di media montagna, libere da costruzioni o edifici, riservate al bosco e al pascolo, vedono la presenza, all'altitudine di 1.200-1.800 m s.l.m., di un certo numero di ripari, utilizzati durante le attività di pascolo e di taglio della legna. Nei ripari sottoroccia i fuochi venivano accesi principalmente per scaldarsi e asciugare i vestiti durante le giornate di pioggia. 
In corrispondenza delle praterie di alta quota (1800-2200 m s.l.m.) compaiono numerosi edifici, baiti e malghe, utilizzati in diverso modo a seconda della stagione. I pastori pernottavano preferibilmente nei bàiti, usati come base da cui muoversi. Dormivano fuori solo quando i pascoli erano troppo lontani per effettuare un’andata e ritorno in giornata dal paese o, in estate, quando i bàiti venivano utilizzati dagli addetti al taglio del fieno. 

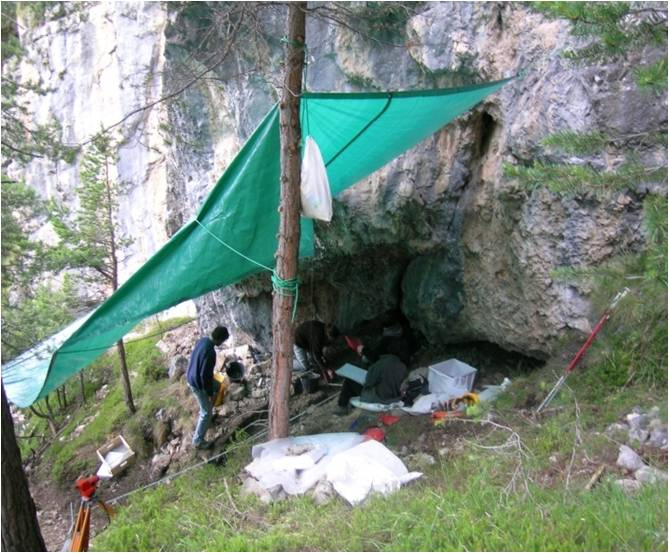
Scavo al riparo del Trato

La ricerca etnografica svolta insieme ai pastori più anziani ha portato all'individuazione di due ripari sottoroccia, i ripari del Trato e della Mandra di Dos Capèl, utilizzati nell'ambito degli spostamenti giornalieri e stagionali delle greggi. Questi ripari sono stati oggetto di un’indagine etnoarcheologica per verificare lo spessore cronologico dei depositi. Le campagne di scavo, condotte nel 2007 nei due ripari, al di sotto dei livelli storici, hanno messo in luce una serie di frequentazioni caratterizzate dalla presenza di focolari e di livelli carboniosi nonché dall'assenza di cultura materiale. Le datazioni radiometriche dei carboni di questi livelli hanno evidenziato, come dato inatteso, un’occupazione dei ripari risalente già alla preistoria/protostoria, mentre l’analisi dendrocronologica dei legni dei resti di un capanno, ancora presente in uno dei due ripari, confermava le informazioni ricevute dai pastori relative alle date e modalità di costruzione. 

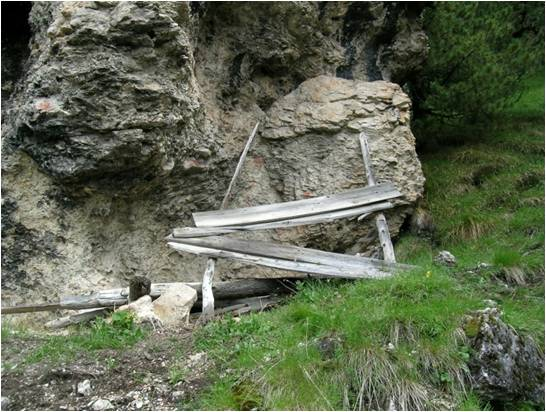
Ricovero di pastori in località Mandra di Dos Capèl

Il riparo del Trato, situato a monte dell’abitato di Ziano di Fiemme a 1.550 m s.l.m., è posto alla base di una parete rocciosa, alta fino a 100 m, che verso est è interrotta da un canale in forte pendenza e parzialmente inerbito. Il luogo si trova lungo una delle principali vie di accesso ai pascoli di quota del Cornón, riservati alla fienagione. Il riparo ha un’estensione di 7 m x 2,5 m e si trova lontano da qualsiasi fonte di approvvigionamento idrico. Per questo motivo veniva utilizzato dai pastori solo per soste di breve durata. 
Un’analisi più attenta delle scritte del riparo ha permesso di meglio inquadrarne le caratteristiche sia da un punto di vista cronologico che contenutistico e di effettuare un piccolo resoconto di microstoria locale. Il palinsesto si compone di 68 scritte delle quali più della metà risulta cronologicamente definita. La scritta più vecchia risale al 1717, la più recente al 1901. La seconda metà del ’700 è il momento di più intensa frequentazione del sito (con 25 scritte realizzate da 17 pastori diversi). Durante la prima metà dell’’800, l’attività scrittoria è rappresentata da 10 scritte (effettuate da almeno 4 pastori diversi), mentre per la seconda metà dello stesso secolo e per tutto il ’900 sono state riconosciute solo tre date (1853, 1887 e 1901). 
Gli autori delle scritte, individuati sulla base delle iniziali, sono almeno 40, ma la leggibilità nell'ambito del palinsesto risulta fortemente compromessa a causa delle sovrapposizioni e dello stato di conservazione (sbiadimento del colore, piccoli distacchi del supporto roccioso, ecc.). In 13 casi i pastori ritornano nello stesso luogo lasciando più di una scritta sulla parete del Trato, come è ad esempio il caso di 'GBP', appartenente alla famiglia Partel, che lascia traccia di sé nel 1809, nel 1810 e quindi nel 1813, al 7 di maggio, portando al pascolo 80 pecore. Sulla base dei “segni di casa” è stata riconosciuta la presenza di pastori di alcune famiglie di Ziano: gli Zanon, gli Zorzi “Tistonato” e i Partel, ma nella maggior parte dei casi i segni non sono stati identificati. Solo pochi pastori entrano nel dettaglio del loro passaggio, aggiungendo all'anno anche il mese e la data (in 10 casi) nonché il conteggio del bestiame (su 8 scritte): apprendiamo quindi che il riparo del Trato è stato frequentato tra aprile e luglio, e che si portavano al pascolo da 20 a 91 capi di capre o pecore. Tra i simboli raffigurati a corollario delle scritte ricorrono il cuore e la croce; 11 scritte presentano inoltre una delimitazione costituita da una sorta di cornice o edicola (7 casi) o da un fondo di puntini (4 casi). Tutte le delimitazioni grafiche appartengono cronologicamente alla seconda metà del ’700 e possono essere interpretate come la precisa intenzione, da parte del singolo pastore, di marcare una distinzione e separazione dagli altri, in un momento storico in cui la frequentazione del luogo risulta essere molto intensa.